# Bojan Đorđić
Bojan Đorđić (cirill betűkkel: Бојан Ђорђић, Belgrád, 1982. február 6. –) szerb felmenőkkel rendelkező, svéd labdarúgó. Posztját tekintve támadó középpályás. Korábban, öt éven át erősítette a Manchester United csapatát, de megfordult a skót Rangers, és a szerb Crvena zvezda csapatában is.

## Pályafutása

### 1999-től, 2008-ig
A játékos nevelőegyesülete a Brommapojkarna volt, de egyéves profi ittléte után, hatéves szerződést kötött az angol élvonalban szereplő Manchester United csapatával. Az első szezonjában csak a B csapatban számoltak vele, de itt megkapta a klub év fiatal játékosának járó díjat. A második angliai idényében egy bajnokin már pályára léphetett, edzője Sir Alex Ferguson jóvoltából, így angol bajnoknak vallhatta magát. A 2002–03-as szezonban csak Ligakupa-mérkőzésen szerepelt. Ezután kölcsönben szerepelt először a szintén angol, de a másodosztályban szereplő Sheffield Wednesdaynél, majd dán Aarhusnál, végül pedig a Szerbia és montenegrói Crvena zvezdánál. Kiugró eredményt egyik klubbal sem ért el. 2004-ben félévre még visszatért a Unitedhoz, de 2005. január 9-én továbbállt a skót Rangers csapatához. Ezúttal nem kölcsönszerződésről volt szó, hanem végleg került a glasgowi csapat kötelékeibe. Fél év után, öt lejátszott bajnoki meccsel a háta mögött, elszerződött az angol másodosztályban szereplő Plymouth Argylehez. Az első szezonjában huszonkét meccsen egy gólt szerzett, csapata pedig a 14. helyen végzett. A 2006–07-es bajnoki idényben öt meccsel kevesebbet játszott az előző szezonhoz képest, viszont három találatot is jegyzett. A következő évadban még egy meccsen szerepet kapott, majd októberben eligazolt a svéd első osztályban szereplő AIK-hoz.

### AIK
Első bajnoki mérkőzését, 2008. március 30-án játszotta a Kalmar ellen, rögtön a bajnokság első fordulójában. A szezonban többször is sérüléssel bajlódott, így mindössze tizenháromszor szerepelt az első évében. A csapat ötödikként zárt.
A 2009-es bajnokságban, már hattal többször, tehát tizenkilencszer játszott, viszont gólt még mindig nem sikerült szereznie. Még ebben az évben, az átigazolási időszakban az izraeli bajnokságban szereplő Makkabi Haifa is szerette volna a soraiban tudni, de ő inkább maradt Svédországban. Így részese lehetett az AIK történetének első duplázásának, hiszen a bajnokságot, és a kupát is megnyerték. Ráadásként 2010-ben a szuperkupát is elhódították. Érdekesség, hogy a kupát, és a szuperkupát is a Göteborg ellen szerezték meg. Đorđić mind a két meccsen szerepet kapott.
A 2010-es szezonban, eligazolásáig tizenkét találkozón játszott.

### Videoton
2010. június 29-én írta alá szerződését a Videoton csapatához.
2011. június 16-án szerződést bontott Đorđić és a Videoton, mivel a Paulo Sousa vezette edzői stáb már nem számít a jövőben a svéd középpályásra.

### Blackpool
2011. június 29-én az angol Premier League-ben szereplő Blackpool FC csapatába szerződött.

## Statisztikái

### Klubstatisztikái
| Csapat            | Szezon  | Bajnokság | Bajnokság | Kupa  | Kupa | Ligakupa | Ligakupa | Egyéb1 | Egyéb1 | Összesen | Összesen |
| Csapat            | Szezon  | Meccs     | Gól       | Meccs | Gól  | Meccs    | Gól      | Meccs  | Gól    | Meccs    | Gól      |
| ----------------- | ------- | --------- | --------- | ----- | ---- | -------- | -------- | ------ | ------ | -------- | -------- |
| Brommapojkarna    | 1998–99 | 6         | 0         | –     | –    | –        | –        | –      | –      | 6        | 0        |
| Manchester United | 1999–00 | –         | –         | –     | –    | –        | –        | –      | –      | 0        | 0        |
| Manchester United | 2000–01 | 1         | 0         | –     | –    | –        | –        | –      | –      | 1        | 0        |
| Manchester United | 2001–02 | –         | –         | –     | –    | 1        | 0        | –      | –      | 1        | 0        |
| S. Wednesday      | 2001–02 | 5         | 0         | –     | –    | –        | –        | –      | –      | 5        | 0        |
| Aarhus            | 2002–03 | 25        | 0         | –     | –    | 1        | 0        | –      | –      | 26       | 0        |
| Crvena zvezda     | 2002–03 | 18        | 0         | –     | –    | –        | –        | 7      | 1      | 25       | 1        |
| Rangers           | 2004–05 | 4         | 0         | 1     | 0    | –        | –        | –      | –      | 5        | 0        |
| Plymouth Argyle   | 2005–06 | 22        | 1         | 1     | 0    | 2        | 0        | –      | –      | 25       | 1        |
| Plymouth Argyle   | 2006–07 | 17        | 3         | –     | –    | –        | –        | –      | –      | 17       | 3        |
| Plymouth Argyle   | 2007–08 | 1         | 0         | –     | –    | 1        | 0        | –      | –      | 2        | 0        |
| AIK               | 2008    | 13        | 0         | –     | –    | –        | –        | –      | –      | 13       | 0        |
| AIK               | 2009    | 19        | 0         | –     | –    | –        | –        | –      | –      | 19       | 0        |
| AIK               | 2010    | 12        | 0         | –     | –    | –        | –        | –      | –      | 12       | 0        |
| Videoton          | 2010–11 | –         | –         | –     | –    | –        | –        | –      | –      | –        | –        |

1UEFA-kupa és Szerb labdarúgókupa.

### Sikerei, díjai
Manchester United
- Angol labdarúgó-bajnokság győztese: 2000–01

 Crvena zvezda
- Szerb és montenegrói labdarúgó-bajnokság győztese: 2003–04
- Szerbia és montenegrói labdarúgókupa győztese: 2004

 Rangers
- Skót labdarúgó-bajnokság győztese: 2004–05
- Skót ligakupa győztese: 2004–05

 AIK
- Svéd labdarúgó-bajnokság győztese: 2009
- Svéd labdarúgókupa győztese: 2009
- Svéd szuperkupa győztese: 2010

 Videoton
- Magyar labdarúgó-bajnokság győztese: 2010-11

## Külső hivatkozások
- Adatlapja a hlsz.hu-n (magyarul)
- Adatlapja a soccerbase.com-on  (angolul)